# AHL 1966/67
Die Saison 1966/67 war die 31. reguläre Saison der American Hockey League (AHL). Während der regulären Saison bestritten die neun Teams der Liga jeweils 72 Spiele. Die sechs besten Mannschaften der AHL spielten anschließend in einer Play-off-Runde um den Calder Cup.

## Reguläre Saison

### Abschlusstabellen
Abkürzungen: GP = Spiele, W = Siege, L = Niederlagen, T = Unentschieden, OTL = Niederlage nach Overtime, GF = Erzielte Tore, GA = Gegentore, Pts = Punkte

Erläuterungen: In Klammern befindet sich die Platzierung innerhalb der Conference;       = Playoff-Qualifikation,       = Division-Sieger,       = Conference-Sieger

#### Reguläre Saison
| East Division       | GP | W  | L  | T  | GF  | GA  | Pts |
| ------------------- | -- | -- | -- | -- | --- | --- | --- |
| Hershey Bears       | 72 | 38 | 24 | 10 | 273 | 216 | 86  |
| Baltimore Clippers  | 72 | 35 | 27 | 10 | 252 | 247 | 80  |
| As de Québec        | 72 | 35 | 30 | 7  | 275 | 249 | 77  |
| Springfield Indians | 72 | 32 | 31 | 9  | 267 | 261 | 73  |
| Providence Reds     | 72 | 13 | 46 | 13 | 210 | 329 | 39  |

| West Division       | GP | W  | L  | T  | GF  | GA  | Pts |
| ------------------- | -- | -- | -- | -- | --- | --- | --- |
| Pittsburgh Hornets  | 72 | 41 | 21 | 10 | 282 | 209 | 92  |
| Rochester Americans | 72 | 38 | 25 | 9  | 300 | 223 | 85  |
| Cleveland Barons    | 72 | 36 | 27 | 9  | 284 | 230 | 81  |
| Buffalo Bisons      | 72 | 14 | 51 | 7  | 207 | 386 | 35  |

### Beste Scorer
Abkürzungen: GP = Spiele, G = Tore, A = Assists, Pts = Punkte, +/- = Plus/Minus, PIM = Strafminuten; Fett: Saisonbestwert
| Spieler         | Team                | GP | G  | A  | Pts | PIM |
| --------------- | ------------------- | -- | -- | -- | --- | --- |
| Gord Labossiere | As de Québec        | 72 | 40 | 55 | 95  | 71  |
| Wayne Hicks     | As de Québec        | 72 | 31 | 60 | 91  | 34  |
| Willie Marshall | Baltimore Clippers  | 68 | 33 | 56 | 89  | 22  |
| Roger DeJordy   | Hershey Bears       | 72 | 52 | 32 | 84  | 10  |
| Mike Nykoluk    | Hershey Bears       | 72 | 16 | 68 | 84  | 26  |
| Eddie Joyal     | Rochester Americans | 70 | 32 | 51 | 83  | 10  |
| Dick Gamble     | Rochester Americans | 72 | 46 | 37 | 83  | 22  |
| Jeannot Gilbert | Hershey Bears       | 72 | 26 | 57 | 83  | 48  |
| Gene Ubriaco    | Hershey Bears       | 69 | 38 | 43 | 81  | 50  |

## Calder-Cup-Playoffs

### Modus
Für die Play-offs qualifizierten sich die sechs besten Mannschaften der American Hockey League. In der ersten Play-off-Runde traf jeweils der Zweite der Eastern bzw. Western Division auf den Dritten und die beiden Divisionsgewinner trafen aufeinander. Die beiden Sieger aus den Duellen der Mannschaften auf den Plätzen zwei und drei trafen daraufhin in der zweiten Runde aufeinander, während der Gewinner aus dem Duell der beiden Divisionsgewinner durch ein Freilos automatisch für das Finale qualifiziert war. Die ersten beiden Play-off-Runden fanden im Modus Best-of-Five statt, wobei die beiden Divisionsgewinner im Modus Best-of-Seven um die Finalteilnahme spielten. Das Finale selbst wurde ebenfalls im Modus Best-of-Seven ausgespielt.

### Play-off-Übersicht

#### Erste Runde
- (W1) Pittsburgh Hornets – (E1) Hershey Bears 4:1
- (E2) Baltimore Clippers – (E3) As de Québec 3:2
- (W2) Rochester Americans – (W3) Cleveland Barons 3:2

#### Zweite Runde
- (W1) Freilos für die Pittsburgh Hornets
- (W2) Rochester Americans – (E2) Baltimore Clippers 3:1

#### Finale
- (W1) Pittsburgh Hornets – (W2) Rochester Americans 4:0

### Calder-Cup-Sieger
| Calder-Cup-Sieger Pittsburgh Hornets | Torhüter: Hank Bassen Verteidiger: Warren Godfrey, Pete Goegan, Doug Harvey, Bob Wall Angreifer: Val Fonteyne, Terry Gray, Billy Harris, Duke Harris, Gary Jarrett, Parker MacDonald, Pete Mahovlich, Bob McCord, Ab McDonald, Don McKenny, Ted Taylor Cheftrainer: Baz Bastien General Manager: Baz Bastien |

## Vergebene Trophäen

### Mannschaftstrophäen
| Auszeichnung                                                            | Team               |
| ----------------------------------------------------------------------- | ------------------ |
| Calder Cup Gewinner der AHL-Playoffs                                    | Pittsburgh Hornets |
| F. G. „Teddy“ Oke Trophy Bestes Team der East Division, Reguläre Saison | Hershey Bears      |
| John D. Chick Trophy Bestes Team der West Division, Reguläre Saison     | Pittsburgh Hornets |

### Individuelle Trophäen
| Auszeichnung                                                                  | Spieler         | Team               |
| ----------------------------------------------------------------------------- | --------------- | ------------------ |
| Les Cunningham Award MVP der regulären Saison                                 | Mike Nykoluk    | Hershey Bears      |
| John B. Sollenberger Trophy Bester Scorer                                     | Gord Labossiere | As de Québec       |
| Dudley „Red“ Garrett Memorial Award Bester Rookie                             | Bob Rivard      | As de Québec       |
| Eddie Shore Award Bester Verteidiger                                          | Bob McCord      | Pittsburgh Hornets |
| Harry „Hap“ Holmes Memorial Award Torhüter mit dem geringsten Gegentorschnitt | André Gill      | Hershey Bears      |